# Savoy Pictures
 (décembre 2023).
Savoy Pictures Entertainment, Inc. était une société cinématographique indépendante américaine qui a fonctionné de 1992 à 1997. Parmi les longs métrages remarquables de Savoy Pictures figuraient Il était une fois le Bronx, Absolom 2022, Le Dernier Cheyenne et Serial Mother.

## Cinéma
- Il était une fois le Bronx (A Bronx Tale) (1993)
- Les Ombres du cœur (Shadowlands) (1993)
- Jack l'Éclair (Lightning Jack) (1994)
- Serial Mother (Serial Mom) (1994)
- Absolom 2022 (No Escape; aussi nommé Escape from Absolom dans certains pays) (1994)
- The Walking Dead (1995)
- Le Cercle des amies (Circle of Friends) (1995)
- Destiny Turns on the Radio (1995)
- Tales from the Hood (1995)
- Dr Jekyll et Ms Hyde (Dr. Jekyll and Ms. Hyde) (1995)
- The Show (1995)
- Le Dernier Cheyenne (Last of the Dogmen) (1995)
- Bleeding Hearts (1995)
- Faux frères, vrais jumeaux (Steal Big Steal Little) (1995)
- Trois Vœux (Three Wishes) (1995)
- Love Dance (Let It Be Me) (1995)
- White Man (White Man's Burden) (1995)
- Ma femme me tue (Faithful) (1996)
- A Thin Line Between Love and Hate (1996)
- Getting Away with Murder (1996)
- Vengeance froide (Heaven's Prisoners) (1996)
- Pinocchio (The Adventures of Pinocchio) (1996)
- Les Stupides (The Stupids) (1996)
- Un plan simple (A Simple Plan) (1998)